# Puntagorda
Puntagorda – gmina w Hiszpanii, w prowincji Santa Cruz de Tenerife, we wspólnocie autonomicznej Wysp Kanaryjskich, o powierzchni 31,1 km². W 2011 roku gmina liczyła 1940 mieszkańców.